# 亚卤酸根

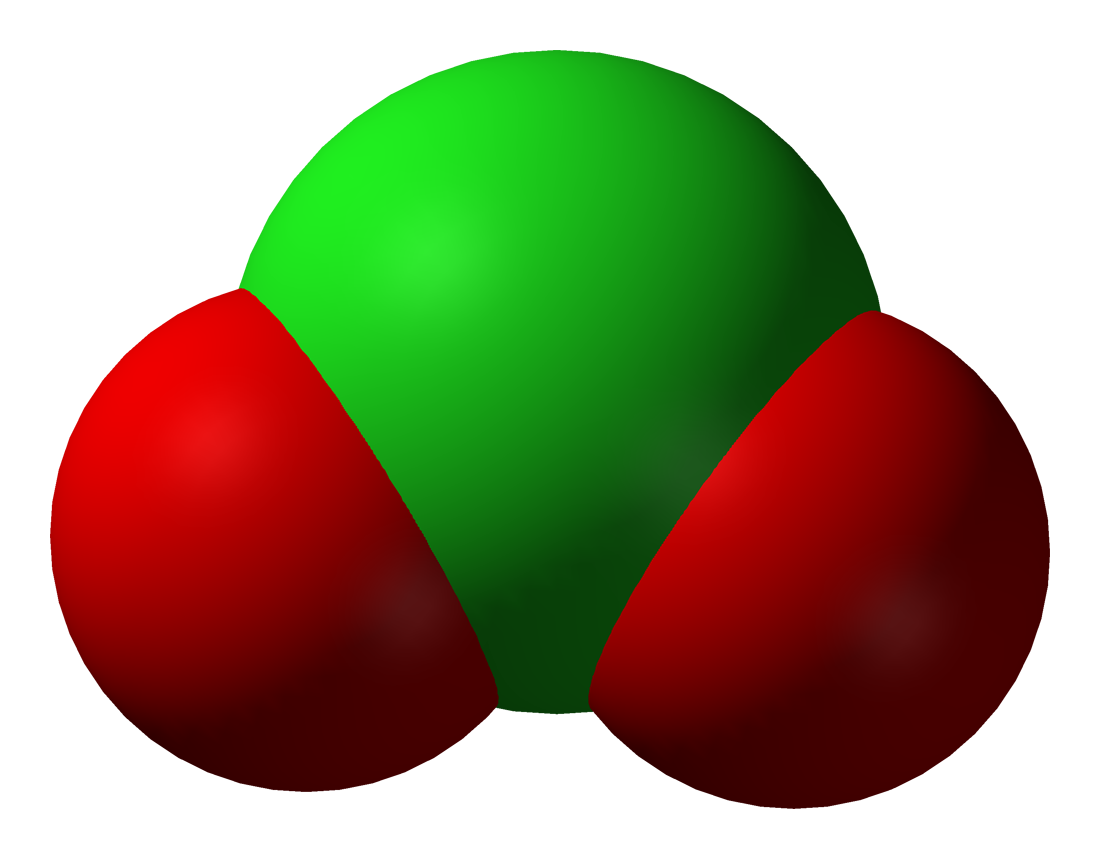
亚氯酸根 (ClO_{2}^{−})是一种亚卤酸根

亚卤酸根，或称亚卤酸盐,是一种含氧酸根，拥有+3氧化态的卤素原子。 它是亚卤酸的共轭碱。 已知的亚卤酸根有亚氯酸根，亚溴酸根和亚碘酸根。

## 用处
氧化亚卤酸盐时，它会形成卤素二氧化物:
5NaClO2 + 4HCl → 5NaCl + 4ClO•
2 + 2H2O
BrO2− + HBrO3 + H+ → 2 BrO•
2  + H2O
这是获取漂白剂二氧化氯的一种方法。

## 稳定性
加热亚氯酸盐时，它们会分解甚至爆炸。人们目前已经分离出一些亚溴酸盐，不过没有分离出亚碘酸盐。